# Guelmim
Guelmim este un oraș  în  Maroc.